# Mitsuteru Omura
Mitsuteru Omura (ur. 3 grudnia 1977 r. w Okayama) – japoński wioślarz.

## Osiągnięcia
- Mistrzostwa Świata – Gifu 2005 – czwórka ze sternikiem – 6. miejsce[1].
- Mistrzostwa Świata – Poznań 2009 – ósemka wagi lekkiej – 4. miejsce[1].